# Joey Heredia
Joey Heredia (* 1959 in Los Angeles) ist ein US-amerikanischer Schlagzeuger.

## Leben
Joey Heredia wuchs als Sohn der mexikanischen Sängerin Adelina Garcia (1923–1999) und des Schlagzeugers José (Joe) Heredia in Los Angeles auf; er hat zwei Brüder. Er spielte bereits in seiner Jugend Schlagzeug und besuchte das Los Angeles City College, wo er Musiktheorie und das Spielen in einer Big Band erlernte. 1979/80 erhielt er Schlagzeugunterricht bei Murray Spivack.
1990–1991 spielte er Schlagzeug in der Jazz-Fusion-Band Tribal Tech. In den 2000er Jahren war Heredia Schlagzeuger der Band El Grupo, in der Steve Lukather und Nuno Bettencourt Gitarre und Oskar Cartaya Bass spielte. Neben Jazz, Fusion und Rock widmet sich Heredia seit 2008 auch der Flamenco-Musik.

## Diskographische Hinweise

### Mit Tribal Tech
- Tribal Tech, 1991, REL 468280 2

### Mitwirkung auf anderen Tonträgern (Auswahl)
- Billy Childs – Take For Example This..., 1988, Windham Hill Records WD 0113 (Schlagzeug)
- Starr Parodi – Change, 1991, Curb Records D2-77495 (Schlagzeug, Komponist)
- Frank Gambale – Live!, 1998, WOMBAT-7003 (Schlagzeug)
- Michail Sacharowitsch Schufutinski – Odnaschdy w Amerike, 1998, АРС 011-98 (Schlagzeug)
- Hazy Dreams (Not Just) A Jimi Hendrix Tribute, 2003, Edel 0147722ERE (Schlagzeug, Arrangeur)
- Perry Farrell's Satellite Party – Ultra Payloaded, 2007, Columbia 88697109532 (Schlagzeug)
- Aki Rahimovski – U Vremenu Izgubljenih, 2007, Croatia Records 5724230  (Schlagzeug, Loops)
- Poncho Sanchez – Raise Your Hand, 2007, Concord Picante/UMG 0888072301498 (Schlagzeug)